# Södertörns folkhögskola
Södertörns folkhögskola är en dagfolkhögskola som finns på två platser i Stockholms län; i Solna och i Kista. Skolan är en religiöst och politiskt oberoende folkhögskola som drivs av Stiftelsen Väddö och Södertörns folkhögskolor. Skolan bedriver Allmän kurs i Solna centrum, för deltagare som vill bli behörig till gymnasie- och högskolestudier. Skolan erbjuder även utbildningar inom tolkning och socialt arbete.